# Đoàn Quý phi
Hiếu Chiêu Hoàng hậu (chữ Hán: 孝昭皇后; 1601 - 12 tháng 7 năm 1661), hay còn gọi Đoàn Quý phi (段貴妃) hoặc Trinh Thục Từ Tĩnh Huệ phi (貞淑慈靜惠妃), là Chánh phi của chúa Nguyễn Phúc Lan, và là mẹ của chúa Nguyễn Phúc Tần.
Bà nổi danh ở xứ Đàng Trong với biệt hiệu Bà chúa Tằm Tang; đương thời là một Quốc mẫu nổi tiếng nhân hậu, giúp dân chúng phát triển ngành nghề về ươm tơ, dệt lụa.

## Thân thế
Đoàn quý phi tên huý là Ngọc, sinh năm 1601 tại thôn Điện Châu, châu Đông Yên, bên bờ Sài Thị Giang (tức Sông Chợ Củi, nay là sông Thu Bồn), thuộc huyện Duy Xuyên). Ngày xưa, làng Đông Yên kéo dài từ Chiêm Sơn (nay là xã Duy Trinh, huyện Duy Xuyên) cho đến Chợ Củi (nay là xã Điện Phương, thị xã Điện Bàn).
Bà là em gái của Quốc Cựu Sầm Oai hầu Đoàn Công Quảng, trưởng phái nhất, chi phái nhất của tộc Họ Đoàn ở Duy Xuyên, tỉnh Quảng Nam, con gái thứ ba của Thạch Quận công Đoàn Công Nhạn (段公雁) và thứ thất phu nhân Võ Thị Thành (武氏成). Ông Nhạn là một hào trưởng có thế lực của vùng Chiêm Sơn. Đông Yên là làng nằm bên bờ sông Thu Bồn có nhiều đất bãi bồi màu mỡ vốn là làng nghề chuyên về trồng dâu nuôi tằm. Gia đình ông Đoàn Công Nhạn trở thành hào phú cũng nhờ nghề trồng dâu nuôi tằm.
Sách Đại Nam Nhất Thống chí đã viết: "Bà là người minh mẫn, thông sáng... sáng thơm, tú mị, phép tốt trinh thuần" và "Năm mười lăm tuổi (Bà) hái dâu bên bãi, trông trăng mà hát. Bấy giờ Huy Tông Hoàng Đế ta (tức Chúa Sãi Nguyễn Phúc Nguyên) đi chơi Quảng Nam, Thần Tông Hoàng Đế ta (tức Thế tử Nguyễn Phúc Lan lúc bấy giờ) theo đi hộ giá. Đêm đáp thuyền chơi trăng, đỗ thuyền ở Điện Châu (bây giờ là An Phú Tây) câu cá, nghe tiếng hát lấy làm lạ, sai người đến hỏi, biết là con gái họ Đoàn, cho tiến vào hầu Chúa ở tiềm để, được yêu chiều lắm".
Sau khi Chúa Sãi băng hà năm 1635, Thế tử Nhân Quận Công Nguyễn Phúc Lan trở thành Chúa Thượng. Chúa Nguyễn Phúc Lan quyết định dời phủ chúa từ làng Phước Yên (Quảng Điền) về làng Kim Long (Phú Xuân). Đoàn Thị Ngọc được phong Đoàn Quý Phi và cha bà, ông Đoàn Công Nhạn được phong là Thạch Quận công.
Tuy sống trong phủ chúa nhưng Đoàn Quý Phi không quên nghề xưa, hết lòng khuyến khích việc trồng dâu nuôi tằm, dệt lụa ươm tơ, nhờ thế nghề tằm tang của xứ Đàng Trong phát triển rực rỡ, không chỉ những làng quê dọc hai bên sông Thu Bồn ở Quảng Nam quê bà mà cả ở kinh đô Phú Xuân. Hội An đã trở thành một thương cảng phát triển, mở cửa giao lưu với bên ngoài, trong đó đường bát, lâm thổ sản và nhất là tơ lụa trở thành những mặt hàng xuất khẩu chủ lực. Sau này dân xứ Đàng Trong nhớ ơn nên tôn bà là Bà Chúa Tằm Tang.
Về cuối đời, không rõ năm nào, Đoàn Quý Phi rời Phủ Chúa ở Kim Long, Phú Xuân quay trở về sống ở Dinh trấn Thanh Chiêm, Quảng Nam cùng với con cháu, bà con trên quê hương mình.

## Bà chúa Tằm Tang của Đàng Trong
Đoàn phu nhân đã hết lòng ủng hộ, khuyến khích nhân dân các phủ Điện Bàn, Thăng Hoa phát triển nghề trồng dâu, nuôi tằm, ươm tơ, dệt lụa, nhờ vậy mà nghề Tằm tang ở Đàng Trong được mở mang, đã mở mang vào thời kỳ đó và đã sản xuất được nhiều mặt hàng tơ lụa nổi tiếng như đoạn, lĩnh, gấm, vóc, trườu, sa để bán trong nội địa và xuất khẩu ra nước ngoài qua thương cảng Hội An. Bởi vậy, Lê Quý Đôn đã viết trong Phủ Biên Tạp Lục rằng:... " Người Phủ Thăng, Phủ Điện dệt được các loại the, đoạn, lụa, là hoa hòe chẳng kém gì Quảng Đông ".
Cũng từ đó, cảng thị Hội An dưới thời Chúa Nguyễn đã trở thành một trung tâm trung chuyển của con đường tơ lụa quốc tế xuyên đại dương trong thế kỷ XVI - XVII nối liền Tây Âu và Viễn Đông. Và Đoàn phu nhân trở thành " Bà Chúa Tầm Tang " ở Đàng Trong. Các cô gái trồng dâu nuôi tằm dệt lụa ở quê hương bà đã từng hát:
Chiêm Sơn là, lụa mỹ miều
Mai vang tiếng cửi, chiều chiều tơ giăng
Nương dâu xanh thắm quê mình
Nắng lên Gò Nổi đượm tình thiết tha
Con tằm kéo kén cho ta
Tháng ngày cần mẫn làm ra lụa đời...

## Cuối đời
Đoàn Quý phi sinh hạ được ba công tử, trong đó các công tử Nguyễn Phúc Võ và Nguyễn Phúc Quỳnh đều mất sớm, công tử Nguyễn Phúc Tần là con trai thứ hai, trở thành Thế tử, tức Thái Tông Hiếu Triết hoàng đế. Còn công chúa út, theo hồi cố của các trưởng lão tộc Đoàn ở làng Chiêm sơn, xã Duy Trinh, huyện Duy Xuyên có nhiều tên gọi khác nhau, nhưng thường được gọi là Nguyễn Phúc Ngọc Dung và có dị tật bẩm sinh, đã hạ giá với Chưởng Cơ tên là Minh và cũng đã mất sớm.
Khi con là Thái Tông hoàng đế Phúc Tần lên ngôi Chúa, bà được tôn làm Quốc Thái phu nhân (國太夫人).
Bà mất ngày 17 tháng 5 năm Tân Sửu, tức ngày 12 tháng 7 tại Dinh Trấn Thanh Chiêm (nay thuộc xã Điện Phương, thị xã Điện Bàn).

## An táng
Chúa Hiền Nguyễn Phúc Tần đã mai táng mẫu hậu tại Gò Cốc Hùng ở tổng Mông Lĩnh, cách Lăng mộ của Hoàng Hậu Mạc Thị Giai, hậu của Chúa Nguyễn Phúc Nguyên, chừng nửa cây số và cách không xa mộ của Công chúa Nguyễn Phúc Ngọc Dung.
Chúa Nguyễn Phúc Tần đã cho xây Lăng Vĩnh Diên (永延陵; nay thuộc xã Duy Trinh, huyện Duy Xuyên) đồng thời lập nhà thờ Đức Bà tại Đông Giáp, châu Đông Yên bên bờ Sài Thị Giang. Chúa cũng cấp năm mẫu đất tự đường tại làng Phú Trang (nay thuộc xã Quế Xuân, huyện Quế Sơn) lấy hoa lợi dùng vào việc chăm sóc, tu bổ cho Lăng mộ và Nhà thờ, phong cho ông Đoàn Công Quảng là Lễ Nghĩa Hầu Tiền Xung Bát Đội Chánh Đội trưởng, đảm đương việc này.
Trận lụt lớn của Sài Thị Giang xảy ra vào năm Canh Thìn 1680 thời Lê Hy Tông, tức năm Thái Tông Nguyễn Phúc Tần thứ 32, gây xoáy lở ngay giữa làng Đông Yên, cắt đôi làng Đông Yên thành hai phần là Đông Yên Tây và Đông Yên Đông và sau trận đại hồng thủy này nhà thờ Đức Bà đã bị hủy hoại.
Năm 1744, chúa Nguyễn Thế Tông lên ngôi, truy thụy cho Thần Tông hoàng đế Nguyễn Phúc Lan, và bà cũng được truy thụy thành Trinh Thục Từ Tĩnh Huệ phi (貞淑慈靜惠妃).
Năm Gia Long thứ 5 (1806), Thế Tổ Cao hoàng đế đã truy tôn bà là Trinh Thục Từ Tĩnh Mẫu Duệ Huệ Kính Hiếu Chiêu hoàng hậu (貞淑慈靜敏睿惠敬孝昭皇后), phối thờ cùng Thần Tông hoàng đế Nguyễn Phúc Lan ở Thái Miếu tại Phú Xuân, án thứ 1 bên phải.
Bài sách văn dâng tôn thụy như sau:
Lễ nhà tôn miếu, kính người mình tôn, yêu người mình thân, là để báo công mà tôn đức vậy.
Kính nghĩ, Trinh Thục Từ Tĩnh Đoàn Huệ phi điện hạ: Sáng thơm tú my, phép tốt trinh thuần. Khôn nguyên hợp đức, phong hóa gây từ đình vi, cảm động kết thai, Phước trạch truyền cho xã tắc. Để Phước yên tốt nối đời vô cùng. Nay, trên nhờ Phước thiêng, lại dựng nghiệp cả. Kính dâng huy chương, để tôn nền tốt. Cẩn tiến sách vàng dâng tôn hiệu là: "Trinh Thục Từ Tĩnh Mẫn Duệ Huệ Kính Hiếu Chiêu Hoàng Hậu", thờ chung vào gian hữu nhất nhà Thái Miếu.

## Lăng mộ Đoàn Quý phi
Về phần Lăng mộ của Hiếu Chiêu Hoàng Hậu Đoàn Thị Ngọc, sách Đại Nam Nhất Thống Chí đã cho biết "Năm Gia Long thứ năm (1606) dâng tên lăng là Vĩnh Diên" để phân biệt với Lăng mộ của Hiếu Văn Hoàng Hậu Mạc Thị Giai là Vĩnh Diễn". Lăng Vĩnh Diên được nhân dân địa phương gọi là Lăng Trên còn Lăng Vĩnh Diễn thì gọi là Lăng Dưới.
Khoảng năm 1824, vua Minh Mạng đã cho xây dựng thêm ở giữa Lăng Vĩnh Diễn và Lăng Vĩnh Diên một ngôi chùa làm nơi thờ cúng cho hai Hoàng Hậu, gọi là Chùa Vĩnh An mà nhân dân địa phương thường gọi là Chùa Vua hay Chùa Ngự. Dưới thời Triều Nguyễn hàng năm, các vua Nhà Nguyễn đều đến cung yết Lăng mộ hai Hoàng Hậu và Chùa Vĩnh An tại xã Duy Trinh.
Bên cạnh việc mai táng mẫu hậu một cách chu đáo, xây Lăng Vĩnh Diên, Chúa Hiền Nguyễn Phúc Tần còn xây dựng Nhà thờ Đức Bà Hiếu Chiêu Hoàng Hậu tại thôn Đông giáp, làng Đông Yên bên bờ sông Thu Bồn, gần sát với Dinh trấn Thanh Chiêm, nay thuộc thôn Đông Khương 2, xã Điện Phương, thị xã Điện Bàn.
Trận lụt lớn sông Thu Bồn năm Canh Thân 1680 dưới thời Chúa Nguyễn Phúc Tần năm thứ 32 đã làm Nhà thờ Đức Bà Hiếu Chiêu Hoàng Hậu bị hoàn toàn hủy hoại do đất bị sạt lở ở ngay giữa làng Đông Yên.
Đến dưới thời Chúa Ninh Vương Nguyễn Phúc Thụ (1725 – 1738) vào khoảng năm 1730, Nhà thờ Đức Bà Hiếu Chiêu Hoàng Hậu đã được xây dựng lại lần thứ hai trên đất Đông Yên và lùi xa bờ sông Thu Bồn. Một thời gian sau,  do bờ sông Thu Bồn tiếp tục bị sạt lở, làm Nhà thờ Đức Bà Hiếu Chiêu Hoàng Hậu bị hư hại phần tiền sảnh.
Sau khi chiếm Xứ Quảng vào cuối năm 1774, quân Tây Sơn đã triệt phá hoàn toàn Nhà thờ Đức Bà Hiếu Chiêu Hoàng Hậu và Chùa Bảo Châu Sơn Tự ở Trà Kiệu (nay thuộc xã Duy Sơn, huyện Duy Xuyên) do Chúa Tiên Nguyễn Hoàng cho xây dựng vào năm 1617. Sau khi đánh thắng quân Tây Sơn, thống nhất đất nước và lên ngôi năm 1802, vua Gia Long (1802 – 1820) đã cho xây dựng lại Nhà thờ Đức Bà Hiếu Chiêu Hoàng Hậu khang trang hơn trước tại Bãi Bắc ở Đông Yên Đông.
Đến năm Nhâm Thìn 1894, dưới thời vua Thành Thái (1889 – 1907) nhà vua đã cấp 1.000 lạng bạc để xây lại phần hậu tẩm Nhà thờ Đức Bà Hiếu Chiêu Hoàng Hậu bị xuống cấp và dưới thời vua Bảo Đại (1926- 1945), Nhà thờ Đức Bà Hiếu Chiêu Hoàng Hậu cũng đã được trùng tu năm 1930.
Sau hai cuộc kháng chiến chống Pháp và chống Mỹ thắng lợi, Nhà thờ Đức Bà Hiếu Chiêu Hoàng Hậu bị xuống cấp nặng, Hội đồng Gia tộc Đoàn tộc Quảng Nam đã vận động bà con đóng góp tài chính và đã tiến hành đại trùng tu, làm cho Nhà thờ Đức Bà Chiếu Chiêu Hoàng Hậu được khang trang như ngày nay.
Về Chùa Vĩnh An, sau cách mạng tháng 8.1945, do không có người chăm sóc đã dần dần bị hư hại hoàn toàn. Về Lăng Vĩnh Diên của Hiếu Chiêu Hoàng Hậu đến nay đã bị xuống cấp nặng như báo chí ở địa phương và trung ương đưa tin và đề nghị chính quyền tỉnh Quảng Nam quan tâm khắc phục, bởi vì đây là một di tích văn hóa lịch sử cổ xưa nhất của Nhà Nguyễn còn tồn tại đến nay trên đất Quảng Nam và đã được công nhận là Di tích lịch sử văn hóa của tỉnh.
Lăng mộ Đoàn quý phi tọa lạc tại làng Chiêm Sơn, xã Duy Trinh, huyện Duy Xuyên, đã được Ủy ban nhân dân tỉnh Quảng Nam công nhận là di tích lịch sử văn hóa cấp tỉnh từ năm 2005. Đây là lăng mộ cổ xưa nhất thời các chúa Nguyễn ở phía Nam, được xây dựng vào khoảng thế kỷ 16, 17. Hằng năm cứ đến ngày 24 tháng 3 âm lịch, nhân dân quanh vùng và tộc họ thường làm lễ dâng hương để tưởng niệm Bà.

## Đường phố- Trường học
- Ở Thành phố Đà Nẵng và Quảng Nam, Việt Nam đều đường phố mang tên Đoàn Quí Phi